# Masao Ono
Masao Ono (大埜 正雄, Ono Masao, né le 2 mars 1923) est un footballeur japonais.